# Lijst van afleveringen van V (2009)
Dit is een lijst met afleveringen van de Amerikaanse televisieserie V (2009).

## Seizoen 1: 2009–2010
| Code    | Titel                      | Uitzenddatum VS  | Uitzenddatum NL        |
| ------- | -------------------------- | ---------------- | ---------------------- |
| 001     | Pilot                      | 3 november 2009  | omroep nog niet bekend |
| 002     | There Is No Normal Anymore | 10 november 2009 |                        |
| 003     | A Bright New Day           | 17 november 2009 |                        |
| 004     | It's Only the Beginning    | 24 november 2009 |                        |
| Special | The Arrival                | 23 maart 2010    |                        |
| 005     | Welcome to the War         | 30 maart 2010    |                        |
| 006     | Pound of Flesh             | 6 april 2010     |                        |
| 007     | John May                   | 13 april 2010    |                        |
| 008     | We Can't Win               | 20 april 2010    |                        |
| 009     | Heretic's Fork             | 27 april 2010    |                        |
| 010     | Hearts and Minds           | 4 mei 2010       |                        |
| 011     | Fruition                   | 11 mei 2010      |                        |
| 012     | Red Sky                    | 18 mei 2010      |                        |

## Seizoen 2: 2010–2011
| Code | Titel                 | Uitzenddatum VS  | Uitzenddatum NL        |
| ---- | --------------------- | ---------------- | ---------------------- |
| 201  | Red Rain              | 4 januari 2011   | omroep nog niet bekend |
| 202  | Serpent's Tooth       | 11 januari 2011  |                        |
| 203  | Laid Bare             | 18 januari 2011  |                        |
| 204  | Unholy Alliance       | 1 februari 2011  |                        |
| 205  | Concordia             | 8 februari 2011  |                        |
| 206  | Siege                 | 15 februari 2011 |                        |
| 207  | Birth Pangs           | 22 februari 2011 |                        |
| 208  | Uneasy Lies the Head  | 1 maart 2011     |                        |
| 209  | Devil in a Blue Dress | 8 maart 2011     |                        |
| 210  | Mother's Day          | 15 maart 2011    |                        |